# 耶斯帕·居德
耶斯帕·居德，全名耶斯帕·居德·雅各布松（丹麥語：Jesper Kyd Jakobson，1972年2月3日—），丹麦电子游戏及电影配乐作曲家。其作品结合了黑暗氛围、电子音乐与交响乐的特征，曾获GameSpot特別成就獎等多个奖项。他还以早年在AmigaDemoscene上的作品知名。他后来参与了《杀手系列》、《刺客信条系列》以及《虚幻竞技场3》的配乐工作。